# Азерски језик
Азерски језик (азер. Azərbaycan dili / آذربايجان ديلی / Aзәрбајҹан дили), такође познат и као азербејџански турски језик, је туркијски језик којим се углавном говори у Азербејџану и северозападном Ирану. Поред тога, говорници овог језика живе у Турској, Ираку, Грузији, Јерменији, областима Русије на Кавказу и у дијаспори (највише Немачка). Азерски језик је близак сродник турског језика. Развио се у 18. веку.
Северни азерски и јужни азерски се у знатној мери разликују у погледу фонологије, речника, морфологије, синтаксе, и позајмљеница. ISO 639-3 групише ова два језика као „макројезик”. Северни азерски има званичан статус у Републици Азербејџан и Дагестану (федералним субјектима Русије) док јужни азерски нема званични статус у у Ирану, где већина Азербејџанаца живи. Он се исто тако говори азербејџанским заједницама Грузије и Турске и у дијаспорним заједницама, првенствено у Европи и Северној Америци.
Северни азерски и јужни азерски су припадници огуске гране туркијских језика. Северни азерски (који се говори у Републици Азербејџан и Русији) је базиран на ширванском дијалекту, а јужни азерски (који се говори у Ирану) је базиран на табризком дијалекту, и блиско је сродан са турским, кашкајским, гагаушким, туркменским и кримскотатарским језиком, са којима је у различитим мерама међусобно разумљив.

## Историја
Азербејџански је еволуирао из источне гране огузског турског („западнотуркског“) који се проширио на Кавказ, у источној Европи, и северни Иран, у западној Азији, током средњовековних турских миграција.
Када је Руска Империја заузела јужни Кавказ током 19. века, то је поделило зону азерског језика на северну и јужну. Руси су у азерски језик увели употребу ћириличног писма, док је у иранском делу Азербејџана настављено са употребом арапског писма. До 1936. азерски језик је погрешно називан татарски језик, док су га сами Азербејџанци звали турски, азерски или азербејџански турски. Азерски језик је постао званични језик Азербејџанске ССР 1978. После стицања независности, власти Азербејџана су одлучиле да се за писање азерског користи латиница, по моделу који је примењен у Турској. Године 1991. дефинисан је такозвани Нови турски алфабет.

## Распрострањеност
Азерски језик је подељен у два главна дијалекта: северни и јужни. Северни азерски је званичан језик Азербејџана. Њиме говори око 8,15 милиона људи у Азербејџану, 300.474 у Грузији, 282.713 у Русији (90% њих у Дагестану), 84.590 у Јерменији и 78.460 у Казахстану. Јужни азерски говори 14 до 17 милиона људи у северозападном Ирану, што чини 20–24% укупног становништва Ирана. Неки дијалекти азерског су веома блиски туркменском и узбечком језику.

## Алфабети
Овде је дат упоредни приказ 3 алфабета која се користе за писање азерског језика.
|  |  | آ ا |
|  |  | ا ه |
|  |  | ب   |
|  |  | ج   |
|  |  | چ   |
|  |  | د   |
|  |  | ا ئ |
|  |  | ف   |

|  |  | گ   |
|  |  | غ   |
|  |  | ه ح |
|  |  | خ   |
|  |  | ئ   |
|  |  | ی   |
|  |  | ژ   |
|  |  | ک   |

|  |  | ق |
|  |  | ل |
|  |  | م |
|  |  | ن |
|  |  | و |
|  |  | و |
|  |  | پ |
|  |  | ر |

|  |  | س ص ث   |
|  |  | ش       |
|  |  | ت ط     |
|  |  | و       |
|  |  | و       |
|  |  | و       |
|  |  | ی       |
|  |  | ز ذ ض ظ |

## Примери речи
- - вода
- - човек
- - жена
- - велики
- - мали
- - мачка
- - пас
- - љубав
- - песма
- - волети
- - ићи
- - причати
- - плакати

## Пример текста
Члан 1 Универзалне декларације о људским правима